# Nils Axelsson (fotbollsspelare)
Nils Arvid Evald Axelsson, född 18 januari 1906 i Raus landskommun, död 18 januari 1989 i Helsingborg, var en svensk fotbollsspelare (försvarare) som gjorde 584 matcher i Helsingborgs IF med vilka han vann fem allsvenska seriesegrar.  
Axelsson spelade också 23 landskamper för Sverige och deltog i VM 1934. Han var sedan given i OS-truppen 1936 som skulle åka till Berlin men tackade nej på grund av Naziregimen. Han gjorde därmed, tillsammans med tre andra spelare, ett av de första politiska ställningstagandena av elitidrottsmän i Sverige.

## Fotbollskarriär

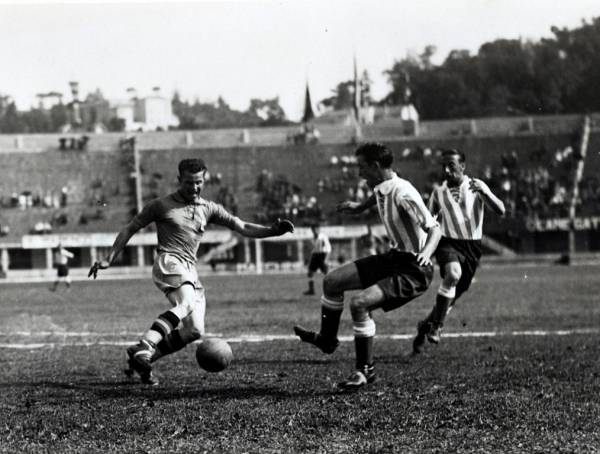
Axelsson på planen i en landskamp 1934

Axelsson växte upp i stadsdelen Fältabacken i Helsingborg. Han började sin fotbollsbana i Eneborgs SK och gick sedan över till IFK Helsingborgs fotbollssektion innan han sommaren 1927 började spela för Helsingborgs IF. 
Han gjorde sig där känd för en elegant spelstil baserad på god teknik, bollkontroll och bra bollsinne. Axelsson kallades för "Eleganternas elegant" och spelade hela sin karriär utan att bli varnad; dock blev det endast ett mål för HIF under de 584 matcher han spelade med klubben. Karriären där sammanföll med klubbens storhetstid och han var med om att vinna fem allsvenska titlar med föreningen åren 1929, 1930, 1933, 1934 och 1941.
Under åren 1934–1935 stod Axelsson på toppen av sin nivå och spelade under dessa år 15 matcher i det svenska landslaget och deltog i landets första VM-match någonsin, mot Argentina den 27 maj 1934. Det blev ytterligare åtta matcher i landslagströjan men dessa var dock utspridda på en period av sju år. Axelsson var en av fyra svenska fotbollsspelare som bojkottade olympiska sommarspelen 1936 i Tyskland, enligt egen utsago av ideologiska skäl.
Axelsson avslutade sin tid i Helsingborgs IF 1944 och gick därefter över till Billesholms GIF där han kom att stanna i fyra år, bland annat som spelande tränare. Han spelade fotboll på lek fram till 72 års ålder, bland annat för kompisgänget "Benkrossen".

## Spelstil och utanför planen
"Han är vår elegantaste högerback genom tiderna. Han rörde sig som en balettdansör och var inte bara teknisk, snabb, bollsint och juste utan också offensiv. En prydlig gosse på och utanför plan som är värd alla ovationer". Detta skrev den förre lagkamraten och sedermera journalisten Harry Lundahl senare i Dagens Nyheter.
Axelsson kallades för ”Den tyste” då han var sparsam med orden. Däremot var han väldigt klädmedveten, något som var ovanligt bland fotbollsspelarna vid tiden. ”Han hade en hel garderob full med kostymer”, berättade sonen Berndt för HIF:s hemsida.
Nils Axelsson är gravsatt i Södra minneslunden vid Helsingborgs krematorium.

## Meriter

### I landslag
Sverige
- Uttagen till VM (1): 1934 (spelade i Sveriges båda matcher) [4]
- 23 landskamper, 0 mål

### I klubblag
Helsingborgs IF
- Allsvensk seriesegrare (5): 1928/29, 1929/30, 1932/33, 1933/34 och 1940/41. (Av dessa räknas endast de 3 sistnämnda som SM-guld då Allsvenskan fick SM-status först säsongen 1930/31)
- Svenska cupen (1): 1941

### Individuellt
- Stora grabbars märke, 1934

### Webbkällor
- Sagan om den tyste eleganten. Helsingborgs Dagblad, 27 maj 2007. Läst 17 juni 2009.
- Lista på landskampsspelare